# 16447 Vauban
16447 Vauban è un asteroide della fascia principale. Scoperto nel 1989, presenta un'orbita caratterizzata da un semiasse maggiore pari a 2,6906427 UA e da un'eccentricità di 0,1979093, inclinata di 7,18918° rispetto all'eclittica.